# Javier Mascherano
Javier Alejandro Mascherano (San Lorenzo, 8 juni 1984) is een Argentijns voormalig voetballer die doorgaans als centrale verdediger of verdedigende middenvelder speelde en huidig voetbaltrainer van MLS-team Inter Miami.
Hij speelde voor River Plate, Corinthians, West Ham United, Liverpool, FC Barcelona, Hebei FC en Club Estudiantes de La Plata.Mascherano was van 2003 tot en met 2018 international voor het Argentijnse voetbalelftal.

## Clubcarrière

### River Plate
Mascherano doorliep de jeugdopleiding van River Plate FC en maakte op 17 september 2003 in de CONMEBOL Sudamericana tegen CA Independiente zijn debuut in het betaalde voetbal. Twee maanden daarvoor had hij al zijn debuut gemaakt voor het eerste elftal van Argentinië. Al snel was hij een van de drijvende krachten van de Argentijnse topclub. Op 23 februari 2005 scoorde Mascherano tegen CD Olmedo zijn eerste doelpunt voor River Plate en in het profvoetbal. Hij speelde in ruim twee seizoenen 71 wedstrijden voor River Plate, waarin hij goed was voor één goal en twee assists.

### Corinthians
In juni 2005 vertrok Mascherano voor circa twaalf miljoen euro naar het Braziliaanse SC Corinthians. Na negen wedstrijden raakte hij geblesseerd, waardoor hij de rest van het seizoen moest missen. Toch werd hij onder leiding van aanvoerder en landgenoot Carlos Tévez kampioen van Brazilië in 2005. Hij speelde een jaar voor Corinthians en kwam daarin tot 23 wedstrijden in alle competities.

### West Ham United
Mascherano werd voor het seizoen 2006/07 samen met Carlos Tévez overgenomen door West Ham United. Dit was een verrassende overstap omdat veel Europese topclubs interesse toonde in hem die zomer. Op 17 september 2006 maakte hij tegen Newcastle United zijn debuut in Europa en voor West Ham. Hij speelde slechts zeven wedstrijden voor West Ham, die hij allemaal verloor. Hij maakte ook zijn debuut in de UEFA Cup.

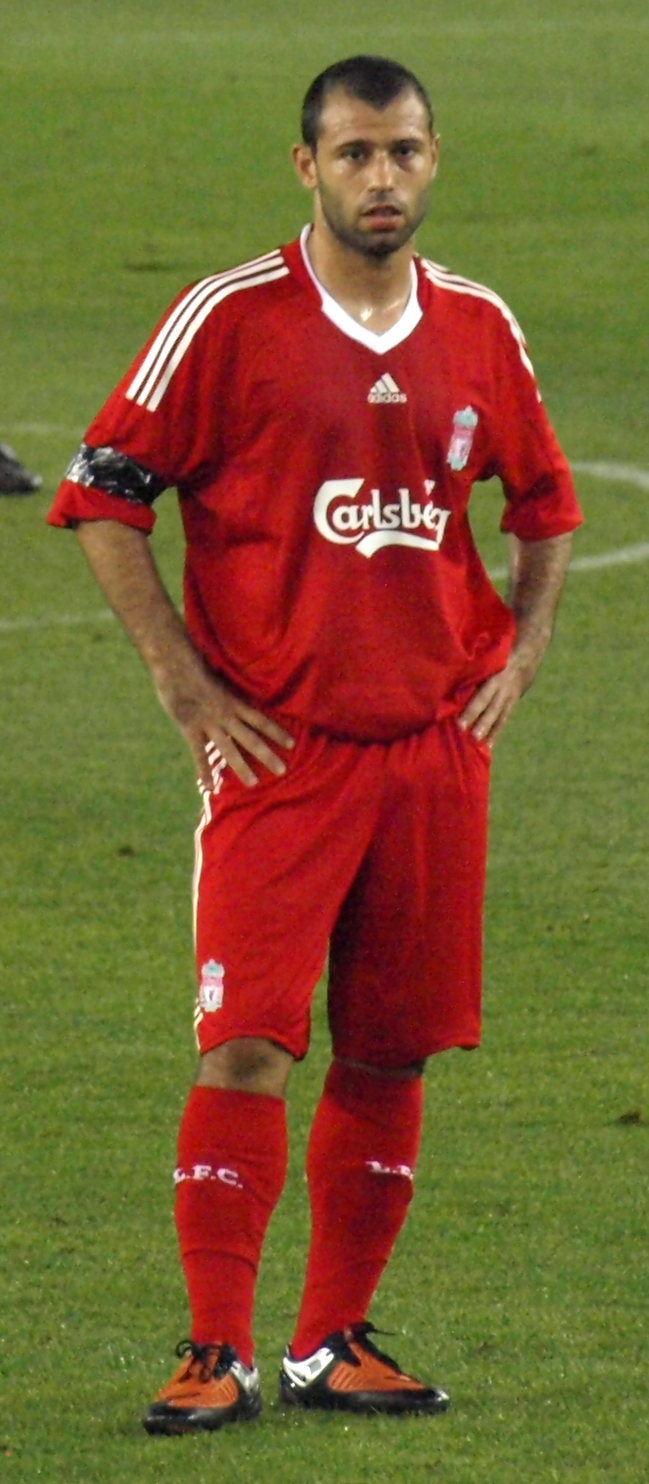
Mascherano spelend voor Liverpool in 2010.

### Liverpool
In februari 2007 vertrok de Argentijn op huurbasis naar Liverpool. Voor deze overstap was wel de goedkeuring van de Wereldvoetbalbond FIFA nodig, aangezien een speler normaal niet twee keer binnen een seizoen van club mag wisselen. Op 24 februari maakte hij tegen Sheffield United zijn debuut voor Liverpool. Hij maakte op 3 april tegen PSV zijn debuut in de Champions League. Op 23 mei speelde hij 78 minuten in de met 2-1 verloren CL-finale tegen AC Milan. Na elf wedstrijden in zijn eerste halfjaar, was Mascherano na de zomerstop onbetwist basisspeler bij Liverpool. Op 29 februari 2008 nam Liverpool hem definitief over voor een bedrag van zo'n 21 miljoen euro. Hij tekende voor vier seizoenen tot de zomer van 2012. Hij bereikte dat jaar opnieuw de halve finale van de Champions League, waarin Chelsea te sterk was. Wel scoorde hij op 15 maart 2008 tegen Reading zijn eerste goal voor Liverpool. 

Met een afstandsschot in de tussenronde van de Europa League tegen Unirea Urziceni op 25 februari 2010 scoorde Mascherano zijn tweede en laatste goal voor Liverpool. Op 27 juli, na het Wereldkampioenschap voetbal 2010 informeerde Mascherano trainer Roy Hodgson dat hij wilde vertrekken. In totaal speelde Mascherano drieënhalf jaar voor Liverpool, waarin hij tot 139 wedstrijden, twee goals en zeven assists kwam.

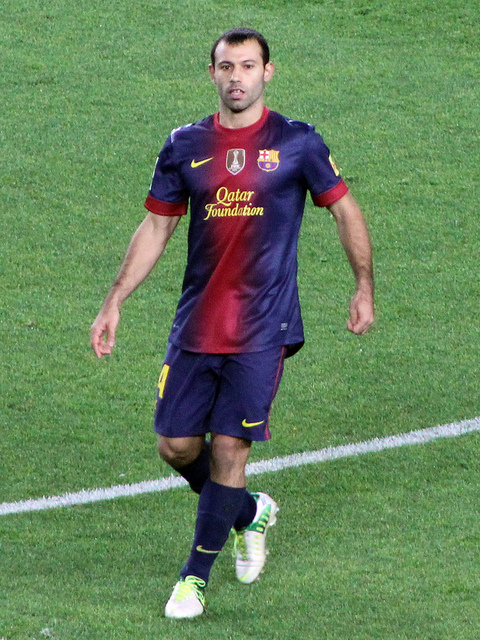
Mascherano als speler van FC Barcelona.

### FC Barcelona
Op 27 augustus 2010 maakte Mascherano voor dertig miljoen euro de overstap van Liverpool naar FC Barcelona. Op 11 september maakte hij tegen Hércules CF zijn debuut voor de club. In zijn eerste seizoen begon hij voornamelijk als invaller, tot hij richting het einde van het seizoen als centrale verdediger ging spelen naast Gerard Piqué. Dat was ook het centrale duo tijdens de Champions League-finale tegen Manchester United op 28 mei 2011, die Barcelona met 3-1 won. Het was de tweede hoofdprijs van Barcelona dat seizoen, nadat eerder de competitie al gewonnen werd en de Copa del Rey-finale verloren werd van Real Madrid.
In het seizoen 2011/12 behield Mascherano zijn plek als centrale verdediger, onder meer in augustus 2011 in de gewonnen finales om de UEFA Super Cup en Supercopa de España tegen respectievelijk FC Porto en Real Madrid. In december won Mascherano twee wedstrijden om het Wereldkampioenschap voetbal voor clubs tegen Al-Sadd en Santos. Op 25 mei 2012 stond Mascherano opnieuw in de basis als centrale verdediger in de finale van de Copa del Rey tegen Athletic Bilbao. Hij kwam in alle competities tot 52 wedstrijden dat seizoen, het hoogste aantal uit zijn carrière.
Op 26 juli 2012 tekende Mascherano bij tot de zomer van 2016 met een uitkoopclausule van 100 miljoen euro. Dat seizoen werd hij voor de tweede keer kampioen van Spanje. Het seizoen erna was voor het eerst sinds zijn komst een seizoen zonder prijzen. Barcelona werd tweede in de competitie, verloor de bekerfinale en strandde in de kwartfinale van de Champions League. Die zomer verlengde Mascherano opnieuw zijn contract, ditmaal tot de zomer van 2018. Het seizoen erna won Barcelona de treble: de competitie, de beker (door Athletic Bilbao opnieuw te verslaan in de finale) en de Champions League. In die finale op 6 juni 2015 werd Juventus met 3-1 verslagen. Daardoor werd Barcelona de eerste club die de Europese treble tweemaal won.
Vervolgens vertrok clubcaptain Xavi Hernández, waardoor Mascherano werd benoemd tot vierde captain van Barcelona, achter Andrés Iniesta, Lionel Messi en Sergio Busquets. Mascherano begon het seizoen met het winnen van de UEFA Super Cup van Sevilla, maar verloor de Supercopa van Athletic Bilbao. Op 2 december was Mascherano in de beker tegen FC Villanovense voor het eerst aanvoerder van Barcelona, doordat Iniesta, Messi en Busquets allen rust kregen. Later die maand won hij het WK voor clubs door Guangzhou Evergrande en zijn voormalige werkgever River Plate te verslaan. Twee van de drie prijzen van vorig jaar kon Barcelona prolongeren, het kampioenschap en de beker (2-0 winst op Sevilla). In de Champions League werd Barcelona echter in de kwartfinale uitgeschakeld door Atlético Madrid. Na het seizoen verlengde Mascherano zijn contract met één jaar tot de zomer van 2019.
Op 26 april 2017 was Mascherano in een 7-1 overwinning op CA Osasuna goed voor zijn eerste goal voor Barcelona. Hij deed dit in zijn 319'de wedstrijd voor de club. Dat seizoen won Mascherano voor de vierde keer de beker: Deportivo Alavés werd met 3-1 verslagen, maar Mascherano viel na elf minuten geblesseerd uit. In het eerste halfjaar van zijn achtste seizoen bij Barcelona kwam Mascherano maar weinig tot spelen toe: hij speelde twaalf wedstrijden, wat zijn totaal voor Barcelona bracht op 334 wedstrijden. Daarmee is hij de buitenlander met de meeste wedstrijden voor Barcelona achter Lionel Messi, Marc-André ter Stegen en Dani Alves. 

### Hebei FC
Op 26 januari 2018 vertrok Mascherano naar Hebei China Fortune voor een transfersom van vijfeneenhalf miljoen euro, waar hij in anderhalf seizoen drieënvijftig competitiewedstrijden speelde. Hij scoorde zijn eerste en enige doelpunt voor Hebei in de bekerwedstrijd tegen Shandong Luneng op 2 mei 2018.

### Estudiantes
In januari 2020 keerde Mascherano na zestien jaar transfervrij terug naar zijn thuisland, waar hij onder contract kwam te staan bij Estudiantes de la Plata. Daar speelde hij nog elf wedstrijden, voor hij op 15 november 2020 het einde van zijn voetballoopbaan aankondigde.

## Clubstatistieken
| Seizoen         | Club             | Competitie       | Competitie | Competitie | Beker | Beker | Internationaal | Internationaal | Totaal | Totaal |
| Seizoen         | Club             | Competitie       | Wed.       | Dlp.       | Wed.  | Dlp.  | Wed.           | Dlp.           | Wed.   | Dlp.   |
| --------------- | ---------------- | ---------------- | ---------- | ---------- | ----- | ----- | -------------- | -------------- | ------ | ------ |
| 2003/04         | River Plate      | Primera División | 0          | 0          | 0     | 0     | 3              | 0              | 3      | 0      |
| 2003/04         | River Plate      | Primera División | 21         | 0          | 0     | 0     | 11             | 0              | 32     | 0      |
| 2004/05         | River Plate      | Primera División | 25         | 0          | 0     | 0     | 11             | 1              | 36     | 1      |
| 2005            | Corinthians      | Série A          | 7          | 0          | 0     | 0     | 0              | 0              | 7      | 0      |
| 2006            | Corinthians      | Série A          | 10         | 0          | 0     | 0     | 5              | 0              | 15     | 0      |
| 2006/07         | West Ham United  | Premier League   | 5          | 0          | 0     | 0     | 2              | 0              | 7      | 0      |
| 2006/07         | Liverpool        | Premier League   | 7          | 0          | 0     | 0     | 4              | 0              | 11     | 0      |
| 2007/08         | Liverpool        | Premier League   | 25         | 1          | 3     | 0     | 13             | 0              | 41     | 1      |
| 2008/09         | Liverpool        | Premier League   | 27         | 0          | 3     | 0     | 8              | 0              | 38     | 0      |
| 2009/10         | Liverpool        | Premier League   | 34         | 0          | 1     | 0     | 13             | 1              | 48     | 1      |
| 2010/11         | Liverpool        | Premier League   | 1          | 0          | –     | –     | –              | –              | 1      | 0      |
| 2010/11         | FC Barcelona     | Primera División | 27         | 0          | 7     | 0     | 11             | 0              | 45     | 0      |
| 2011/12         | FC Barcelona     | Primera División | 31         | 0          | 8     | 0     | 13             | 0              | 52     | 0      |
| 2012/13         | FC Barcelona     | Primera División | 25         | 0          | 8     | 0     | 8              | 0              | 41     | 0      |
| 2013/14         | FC Barcelona     | Primera División | 28         | 0          | 9     | 0     | 9              | 0              | 46     | 0      |
| 2014/15         | FC Barcelona     | Primera División | 28         | 0          | 7     | 0     | 12             | 0              | 47     | 0      |
| 2015/16         | FC Barcelona     | Primera División | 32         | 0          | 8     | 0     | 11             | 0              | 51     | 0      |
| 2016/17         | FC Barcelona     | Primera División | 25         | 1          | 7     | 0     | 8              | 0              | 40     | 1      |
| 2017/18         | FC Barcelona     | Primera División | 7          | 0          | 3     | 0     | 2              | 0              | 12     | 0      |
| 2018            | Hebei FC         | Super League     | 26         | 0          | 1     | 1     | –              | –              | 27     | 1      |
| 2019            | Hebei FC         | Super League     | 27         | 0          | –     | –     | –              | –              | 27     | 0      |
| 2020            | Club Estudiantes | Primera División | 7          | 0          | 4     | 0     | –              | –              | 11     | 0      |
| Carrière totaal | Carrière totaal  | Carrière totaal  | 425        | 2          | 69    | 1     | 145            | 2              | 639    | 5      |

## Interlandcarrière

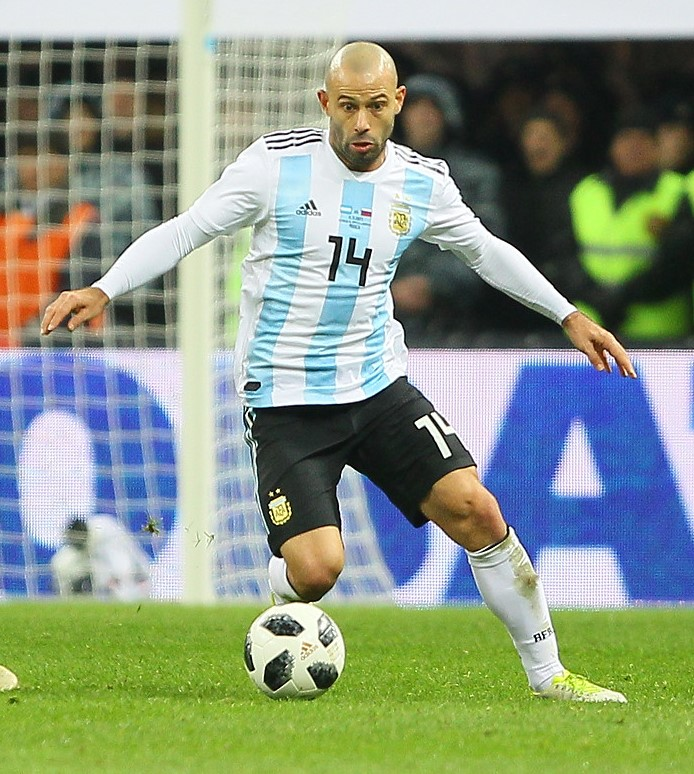
Mascherano in 2017.

Mascherano speelde interlands voor de elftallen van Argentinië onder 17, onder 20 en onder 23, voordat hij 16 juli 2003 op negentienjarige leeftijd zijn debuut maakte voor Argentinië, überhaupt voor hij zijn debuut had gemaakt in het clubvoetbal. Hij maakte deel uit van de selectie die tweede werd op de Copa América 2004. Diezelfde zomer maakte hij deel uit van de selectie die meedeed aan de Olympische Zomerspelen 2004. Daar won het alle wedstrijden, waaronder de finale tegen Paraguay. Onder meer Carlos Tévez, Gabriel Heinze en Javier Saviola zaten ook in die selectie.

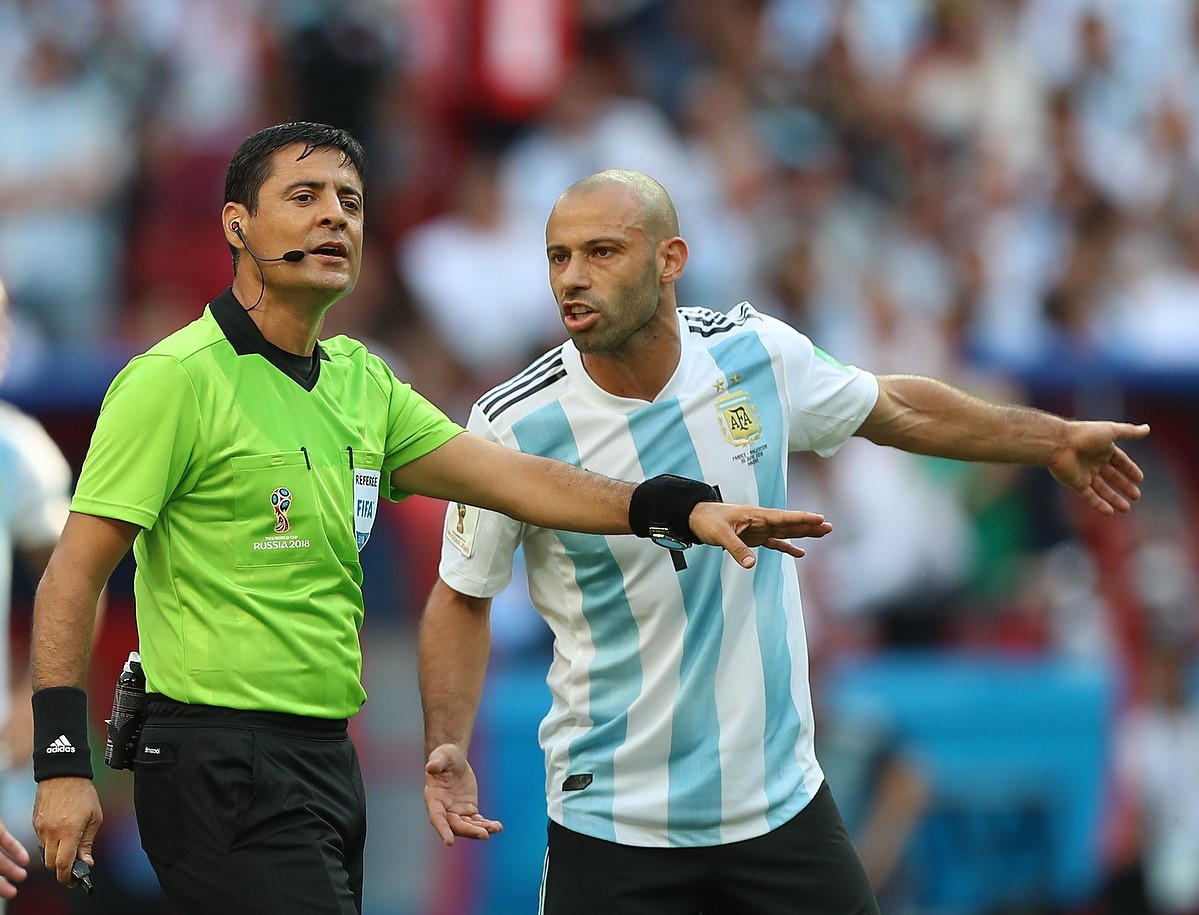
Mascherano tijdens de 2018 FIFA World Cup.

Mascherano speelde alle wedstrijden voor Argentinië op het WK 2006 (kwartfinale) en de Copa América 2007 (opnieuw verliezend finalist). In laatstgenoemde toernooi scoorde Mascherano zijn eerste twee doelpunten voor Argentinië. In de groepswedstrijd tegen Paraguay was hij goed voor de enige treffer, in de kwartfinale tegen Peru (4-0) scoorde hij ook eenmaal.  
Mascherano speelde honderdzevenenveertig interlands (drie doelpunten) voor het Argentijns elftal en is daarmee recordinternational voor zijn vaderland. Hij kondigde zijn afscheid van de nationale ploeg aan op 30 juni 2018, vlak na de 4–3 nederlaag tegen Frankrijk in de achtste finales van het WK voetbal 2018 in Rusland. Mascherano was actief op vier WK-eindronden (2006, 2010, 2014 en 2018). In 2006 en 2010 waren de kwartfinales het eindstation. Zijn beste resultaat was de verloren finale in 2014, toen Duitsland met 1–0 te sterk was in de eindstrijd.
In de zomer van 2008 werd Mascherano opnieuw opgeroepen voor de Olympische Zomerspelen 2008, in een selectie waar onder meer Lionel Messi, Juan Roman Riquelme, Sergio Agüero en Ángel di Maria inzaten. Opnieuw won Argentinië het toernooi, waardoor Mascherano de tweede Argentijnse speler werd met twee gouden medailles op de Spelen na polo-speler Juan Nelson.
Na het aantreden van nieuwe bondscoach Diego Maradona nam Mascherano de aanvoerdersband over van Javier Zanetti. Maradona zei daarover: "Ik geloof dat hij het meest overeenkomt met het idee dat ik heb met het dragen van het Argentijnse shirt: ervoor zweten, dingen ervoor opgeven en een professional zijn." Mascherano was de captain op het WK 2010 (kwartfinale) en de Copa América 2011 (kwartfinale). Daarna nam Messi de aanvoerdersband over. 
Mascherano speelde alle wedstrijden op het WK 2014, waarin Argentinië de finale verloor van Duitsland. Gedurende dat toernooi, in de groepswedstrijd tegen Iran, speelde hij zijn 100'ste wedstrijd voor Argentinië. In de halve finale tegen Nederland was Mascherano heel belangrijk met een tackle om een doelpunt van Arjen Robben te voorkomen. Met die actie scheurde hij wel zijn anus. Hij was een van de tien kandidaten voor het winnen van de FIFA Golden Ball, de prijs voor beste speler van het toernooi. 
Mascherano speelde opnieuw (bijna) alle wedstrijden tijdens de Copa América 2015 en Copa América Centenario, waarin hij voor de derde en vierde keer de finale verloor, beide keren van Chili. Hij maakte deel uit van de selectie voor het WK 2018. In de laatste wedstrijd voor dat WK tegen Haïti speelde Mascherano zijn 143'ste wedstrijd voor Argentinië, waarmee hij Javier Zanetti evenaarde als recordinternational. In de openingswedstrijd tegen IJsland werd hij alleen recordinternational. Hij zou eindigen op 147 interlands na de uitschakeling in de achtste finale door Frankrijk, waarna hij stopte als international. In juni 2021 werd hij door Messi achterhaald als recordinternational. 

## Erelijst
River Plate
- Primera División: 2004 Clausura

 Corinthians
- Campeonato Brasileiro Série A: 2005

 FC Barcelona
- FIFA Club World Cup: 2011, 2015
- UEFA Champions League: 2010/11, 2014/15
- UEFA Super Cup: 2011, 2015
- Primera División: 2010/11, 2012/13, 2014/15, 2015/16
- Copa del Rey: 2011/12, 2014/15, 2015/16, 2016/17
- Supercopa de España: 2011, 2013, 2016

 Argentinië onder 23
- Olympische Zomerspelen: 2004, 2008

Individueel
- CONMEBOL Copa América Team van het Toernooi: 2015, 2016
- UEFA Champions League Team van het Seizoen: 2014/15
- FC Barcelona Speler van het Seizoen (Trofeo Aldo Rovira): 2013/14
- FIFA FIFPro World XI (derde elftal): 2015
- FIFA FIFPro World XI (vierde elftal): 2014
- FIFA FIFPro World XI (vijfde elftal): 2016, 2017
- Toulon Espoirs-toernooi Beste Speler: 2003
- Zuid-Amerikaans Team van het Jaar: 2004, 2005
- IFFHS CONMEBOL Team van het Decennium: 2011–2020